# La Haye-de-Routot
La Haye-de-Routot è un comune francese di 264 abitanti situato nel dipartimento dell'Eure nella regione della Normandia.

## Società

### Evoluzione demografica
Abitanti censiti